# Кириллов, Борис Фёдорович
Борис Фёдорович Кириллов (азерб. Boris Kirillov; р. 1992) — азербайджанский пловец, победитель Исламских игр солидарности 2013 года. Представлял Азербайджан на летних Олимпийских играх 2016 года в Рио-де-Жанейро.

## Биография
Борис Кириллов родился в 1992 году. В декабре 2009 года в Дортмунде принимал участие на отборочном турнире по плаванию (на спине на дистанциях 50, 100 и 200 метров) за право выступить на I Юношеских олимпийских играх в Сингапуре.
Принимал участие на чемпионатах мира по водным видам спорта 2009, 2011, 2013 и 2015 годов. В 2010 году был единственным пловцом в сборной Азербайджана, не являющимся натурализованным легионером.
В 2013 году на Исламских играх солидарности Борис Кириллов выиграл заплыв на дистанцию 200 метров на спине, финишировав за 2 минуты 04,98 секунды. Этот показатель стал личным рекордом Кириллова и рекордом Азербайджана. В декабре 2013 года на чемпионате Европы в Дании Кириллов на дистанции 100 метров на спине показал результат 55,33 секунды, тем самым установил новый, третий по счёту рекорд Азербайджана.
В 2015 году на международном турнире по плаванию в Чехии Борис Кириллов завоевал две медали — по одной серебряной и бронзовой награде. В 2016 году принял участие на чемпионате Европы.